# デーモン・ホリンズ
デーモン・ジャマール・ホリンズ（Damon Jamall Hollins, 1974年6月12日 - ）は、アメリカ合衆国カリフォルニア州ソラノ郡フェアフィールド出身の元プロ野球選手（外野手）、野球指導者。左投右打。現在は、MLBのカンザスシティ・ロイヤルズの一塁コーチを務める。

## 経歴

### 現役時代
カリフォルニア州のヴァレーホ高等学校を卒業後の1992年のMLBドラフト4巡目（全体117位）でアトランタ・ブレーブスから指名され、プロ入り。1998年4月24日にメジャーデビュー。
ブレーブスでは3試合の出場にとどまり、9月9日にロサンゼルス・ドジャースへ移籍した。ドジャースでは5試合に出場し、デビューイヤーは8試合出場で15打数3安打という成績に終わる。シーズン後に自由契約となり、シンシナティ・レッズ、ミルウォーキー・ブルワーズ、ミネソタ・ツインズのマイナーチームを渡り歩くが、メジャーには昇格できなかった。
2001年に古巣ブレーブスへ復帰した。2004年に6年ぶりにメジャーに昇格し、7試合に出場した。シーズン後、タンパベイ・デビルレイズへ移籍した。2005年に30歳でレギュラーを掴み、120試合に出場した。2006年は121試合に出場した。
大塚晶則、長谷川滋利、藪恵壹、大家友和、高津臣吾らと対戦したことがあり、大塚からは安打を2本記録している。ランディ・ジョンソン、カート・シリングから本塁打を放ったことがある。
デビルレイズが契約を延長しなかったため、日本の球団を含む他球団に売り込みをかけ、2006年12月25日に読売ジャイアンツと契約した。単年契約で年俸は100万ドル。巨人との契約が決まり、「日本で何度も優勝しているジャイアンツでプレーするチャンスを得られて、大変エキサイトしているし、光栄。チームの優勝に貢献するために全力を尽くし、常にハードにプレーする」とコメントした。原辰徳監督はホリンズの打順について、「5番を期待」としていた。
2007年開幕時、外国人枠の関係で開幕二軍が有力とされていたが、ジェレミー・パウエルが離脱したことから開幕を一軍で迎えた。4月15日の対東京ヤクルトスワローズ戦で増渕竜義から来日初本塁打（3ラン）を含む猛打賞を記録。すると、この試合を契機に調子を上げていき、4月下旬にはチームトップタイの17打点と好成績を収める。5月はやや調子を落とし、スタメン落ちが多くなり代打での出場が主になった。しかし2週間もしないうちにすぐにスタメンに復帰した。復帰後は打順を8番から7番、7番から6番と打順が繰り上がって行き、6月9日の試合では当初の構想であった5番に座った。
残した成績自体は1年目の外国人選手としては決して悪いものではなかったが、アレックス・ラミレスやマーク・クルーン、セス・グライシンガーと言った既に日本でホリンズよりも実績を残していた複数の外国人選手の獲得に巨人が乗り出した事や外国人枠の扱い、本人が複数年契約を希望していたことや年俸アップを希望していたこともあって契約が難航し、最終的には2007年シーズン終了後の11月29日にパウエル、ジェレミー・ゴンザレスと共に自由契約公示された。巨人で124試合に出場したが、他の国内球団を経ていない外国人選手で100試合以上出場したのは、1996年のシェーン・マック以来11年ぶりのことであった。さらに、後述するように成績自体は特に悪いわけではなかった。しかし、日本では巨人以外には獲得する球団が現れず、同年オフ、カンザスシティ・ロイヤルズとマイナー契約を結んだ。
2009年1月にフィラデルフィア・フィリーズとマイナー契約を結んだが、スプリングトレーニング中に自由契約となった。

### 引退後
引退後は、ロイヤルズ傘下のマイナーチームで打撃コーチを務めた。
2020年は新型コロナウイルス流行の影響でチームへの合流を取りやめたラスティ・クーンツに代わってロイヤルズの一塁コーチを務めた。
2021年からはロイヤルズ傘下のマイナーでインストラクターを務める。
2022年からは再びロイヤルズの一塁コーチを務める。

## プレースタイル
打率はそれほど高いわけではないがチャンスに滅法強い打撃が特徴的であり、巨人在籍時の2007年に勝利打点9を記録している。この数字はチーム最多だった阿部慎之助の12、小笠原道大の11に次いで多いチーム3位である。なお、二岡智宏も勝利打点9で並んでいるが、二岡はほぼフル出場して562打席で作った数字であるのに対し、ホリンズは20試合以上欠場しているうえに代打での出場も挟みながらであったこともあり、407打席で作った記録である。この数値からもホリンズの勝負強さが窺える。俊足ではないが走塁も積極的だった。
2007年の開幕スタメンは鈴木尚広だったがレフト谷佳知、ライト高橋由伸が確定すると徐々にセンターのレギュラーを任され、後半戦から打棒が復活した清水隆行やこの当時期待の若手だった矢野謙次などと併用された。

## エピソード
常に謙虚で真面目な言動や行動が目立つ。「僕には父親がいない。母がすべてを教えてくれた先生だ。母は僕が小さい頃から『周囲への感謝の気持ちを忘れてはいけないよ』と繰り返していた。自然、その言葉が僕の座右の銘というか信条になった。どんな環境でプレーしていても、忘れたことはない」と語っているように、その人格は母親によって形成されたようだ。
謙虚さと真面目さは「日本のことを知っている友人が教えてくれた。『ジャイアンツはヤンキースと同じで、人気があってみんなが注目している、伝統あるチームだ』と。そんなチームでプレイできることが誇りだ。声援も厳しい声も、全て受け止めようと思っている。それが選手にかかってくる伝統の重さというものだ。それにチームメイトがいつも気をつかって声をかけてくれるから、1人じゃないんだと思える。僕を受け入れチャンスをくれたチームに対して、全力で応えるのは当然じゃないか」といったコメントからもうかがい知る事ができる。
巨人が通算5000勝を達成した試合（5月2日・中日ドラゴンズ戦）で11回表に代打で登場し、岩瀬仁紀から決勝の三塁打を放った。試合後は初めてのお立ち台に涙を浮かべながら「両チーム死力を尽くしたナイスゲームだった。一塁に最高のランナー（鈴木尚広）がいたので本塁打は不要と思っていた。5000勝する球団なんてそうは無い。そんな勝利に貢献できて嬉しい。」と、チームメイトだけでなく、相手チームまでも讃えるコメントを語っている。2007年6月8日の東北楽天ゴールデンイーグルス戦で有銘兼久から決勝の逆転3点本塁打を放つが、ヒーローインタビューで有銘を讃えるコメントを残す。
30歳で新人王資格を持っていた程に遅咲きな上、日本に来ても日本の野球に対応できない可能性もあったが、この事に関しては「待つことが僕の野球人生だった。だからギブアップはしない」と語っている。
キャンプの段階から原監督自らがバッティング投手を務めたりと打撃のコーチングを行うことが多かった。実際、日本野球に溶け込んでいったが、本人の弛まぬ努力に加え、原を始めとした首脳陣の協力によるものも多く、ホリンズ自身「彼ほどに選手に気を使ってくれる監督には出会った事がない。僕は原監督をリスペクトしている」と語っている。原監督も「彼は“No Excuse”（言い訳をしない）だからね」と讃えている。平凡な成績の割にスタメン起用数が多かったのも、野球への真面目な姿勢を買っていたことが大きかった。
日本ではチームメイトやマスコミ、球場のファンなどから「ホリさん」と呼ばれている。メジャー時代のニックネームは本名を略した「D-HOLL」であった。応援歌やホリンズの専用応援にも「D-HOLL」が使われている。「ホリさん」と呼ばれていることに対し、「小さい子供から大人までホリさんと呼んでくれる。意地悪や馬鹿にした気持ちではなく、親しみを込めてそう呼んでくれてるのが響きでわかる」と語っている。

## 詳細情報

### 年度別打撃成績
| 年 度    | 球 団    | 試 合 | 打 席 | 打 数 | 得 点 | 安 打 | 二 塁 打 | 三 塁 打 | 本 塁 打 | 塁 打 | 打 点 | 盗 塁 | 盗 塁 死 | 犠 打 | 犠 飛 | 四 球 | 敬 遠 | 死 球 | 三 振 | 併 殺 打 | 打 率 | 出 塁 率 | 長 打 率 | O P S |
| -------- | -------- | ----- | ----- | ----- | ----- | ----- | -------- | -------- | -------- | ----- | ----- | ----- | -------- | ----- | ----- | ----- | ----- | ----- | ----- | -------- | ----- | -------- | -------- | ----- |
| 1998     | ATL      | 3     | 6     | 6     | 0     | 1     | 0        | 0        | 0        | 1     | 0     | 0     | 0        | 0     | 0     | 0     | 0     | 0     | 1     | 0        | .167  | .167     | .167     | .334  |
| 1998     | LAD      | 5     | 9     | 9     | 1     | 2     | 0        | 0        | 0        | 2     | 2     | 0     | 1        | 0     | 0     | 0     | 0     | 0     | 2     | 0        | .222  | .222     | .222     | .444  |
| 2004     | ATL      | 7     | 23    | 22    | 3     | 8     | 2        | 0        | 0        | 10    | 5     | 0     | 0        | 1     | 0     | 0     | 0     | 0     | 4     | 0        | .364  | .364     | .455     | .819  |
| 2005     | TB       | 120   | 369   | 342   | 44    | 85    | 17       | 1        | 13       | 143   | 46    | 8     | 1        | 1     | 2     | 23    | 0     | 1     | 63    | 8        | .249  | .296     | .418     | .714  |
| 2006     | TB       | 121   | 355   | 333   | 37    | 76    | 20       | 0        | 15       | 141   | 33    | 3     | 3        | 2     | 1     | 19    | 1     | 0     | 64    | 4        | .228  | .269     | .423     | .692  |
| 2007     | 巨人     | 124   | 407   | 370   | 43    | 95    | 23       | 1        | 12       | 156   | 45    | 2     | 2        | 1     | 2     | 33    | 4     | 1     | 85    | 10       | .257  | .318     | .422     | .739  |
| MLB：4年 | MLB：4年 | 256   | 762   | 712   | 85    | 172   | 39       | 1        | 28       | 297   | 86    | 11    | 5        | 4     | 3     | 42    | 1     | 1     | 134   | 12       | .242  | .284     | .417     | .701  |
| NPB：1年 | NPB：1年 | 124   | 407   | 370   | 43    | 95    | 23       | 1        | 12       | 156   | 45    | 2     | 2        | 1     | 2     | 33    | 4     | 1     | 85    | 10       | .257  | .318     | .422     | .739  |

### 表彰
- ルーキー・オブ・ザ・マンス：1回（2005年5月）

### 記録
NPB
- 初出場：2007年3月30日、対横浜ベイスターズ1回戦（横浜スタジアム）、9回表に林昌範の代打として出場
- 初打席：同上、9回表に那須野巧の前に三振
- 初先発出場：2007年4月1日、対横浜ベイスターズ3回戦（横浜スタジアム）、8番・中堅手として先発出場
- 初安打・初打点：同上、4回表に工藤公康から左中間へ2点適時二塁打
- 初本塁打：2007年4月15日、対東京ヤクルトスワローズ3回戦（東京ドーム）、3回裏に増渕竜義から左越2ラン
- 初盗塁：2007年4月24日、対横浜ベイスターズ4回戦（フルキャストスタジアム宮城）、2回裏に二盗（投手：土肥義弘、捕手：相川亮二）

### 背番号
- 16（1998年 - 同年途中）
- 70（1998年途中 - 同年終了）
- 20（2004年）
- 27（2005年 - 2006年）
- 49（2007年）
- 39（2020年、2022年 - ）